# Senedžemib Inti
Senedžemib Inti je bio drevni Egipćanin koji je živio tijekom 5. dinastije, vezir - državni službenik. Služio je kralju Djedkare Isesiju. Bio je i nadglednik pisara.
Senedžemibova žena zvala se Čefi. Imali su nekoliko djece:
- Senedžemib Mehi - postao je vezir poput oca, te je nazvao svog sina po djedu
- Fetekti - sin možda identičan sa svećenikom Fetektijem
- Hnumenti - vezir
- Niankmin - svećenik

Inti je umro tijekom vladavine svoga kralja, te je pokopan u mastabi G 2370 u Gizi.

## Vanjske poveznice
|  | Zajednički poslužitelj ima još gradiva o temi Senedžemib Inti |